# Communauté d'agglomération Grand Lac
Pour les articles homonymes, voir Grand Lac (homonymie).
Ne doit pas être confondu avec Grands Lacs.
La communauté d'agglomération Grand Lac est une structure intercommunale française, située dans le département de la Savoie et la région Auvergne-Rhône-Alpes.
Elle est créée le 1er janvier 2017 à la suite de la fusion de plusieurs intercommunalités, dont la  communauté d'agglomération du Lac du Bourget (CALB).

## Historique
Dans le cadre des dispositions de la loi portant nouvelle organisation territoriale de la République (Loi NOTRe) du 7 août 2015, qui prévoit que les établissements publics de coopération intercommunale (EPCI) à fiscalité propre doivent avoir un minimum de 15 000 habitants, les petites communauté de communes du canton d'Albens (CCCA) et la communauté de communes de Chautagne (CCA) n'atteignant pas le minimum démographique requis, le préfet de la Savoie a publié le 26 mars 2016 un nouveau schéma départemental de coopération intercommunale (SDCI) qui prescrivait leur fusion avec la communauté d'agglomération du Lac du Bourget (CALB), afin de former un ensemble formé de 28 communes regroupant, en 2016, 72 560 habitants, répartis entre les bassins de vie de Chambéry, celui d'Albens, de Belley, de Seyssel et de Yenne, créant ainsi un territoire unique et structuré, dans une logique de développement territorial autour du lac du Bourget.
Dans ce cadre, la communauté d'agglomération du Lac du Bourget (CALB), la CCCA et la CCA ont effectivement fusionné le 1er janvier 2017 pour former la communauté d'agglomération Grand Lac, conformément à l'arrêté préfectoral du 17 novembre 2016.

## Territoire communautaire

### Géographie
La communauté d'agglomération se situe au nord-ouest du département de la Savoie, entre la limite avec la Haute-Savoie au nord, l'Avant-Pays savoyard à l'ouest, le Massif des Bauges à l'est, certaines communes faisant partie du Parc naturel régional des Bauges et l'agglomération de Chambéry au sud.
Elle comprend la totalité des communes limitrophes du lac du Bourget.
Son altitude varie entre 224 mètres à Aix-les-Bains et 1 563 mètres sur les communes de Montcel et de Trévignin, point culminant du mont Revard.

### Composition
En 2022, la communauté d'agglomération est composée des 28 communes suivantes :

| Nom                         | Code Insee | Gentilé                         | Superficie (km2) | Population (dernière pop. légale) | Densité (hab./km2) |
| --------------------------- | ---------- | ------------------------------- | ---------------- | --------------------------------- | ------------------ |
| Aix-les-Bains (siège)       | 73008      | Aixois                          | 12,62            | 32 175 (2022)                     | 2 550              |
| La Biolle                   | 73043      | Biollans                        | 13,04            | 2 922 (2022)                      | 224                |
| Bourdeau                    | 73050      | Bourdelais                      | 4,83             | 579 (2022)                        | 120                |
| Le Bourget-du-Lac           | 73051      | Bourgetains                     | 20,05            | 5 077 (2022)                      | 253                |
| Brison-Saint-Innocent       | 73059      | Saintinois                      | 8,75             | 2 443 (2022)                      | 279                |
| Chanaz                      | 73073      | Chanaziens                      | 6,75             | 551 (2022)                        | 82                 |
| La Chapelle-du-Mont-du-Chat | 73076      | Monchatons                      | 7,08             | 267 (2022)                        | 38                 |
| Chindrieux                  | 73085      | Chindrolais                     | 16,42            | 1 488 (2022)                      | 91                 |
| Conjux                      | 73091      | Conjuxiens                      | 1,7              | 216 (2022)                        | 127                |
| Drumettaz-Clarafond         | 73103      | Drumettans                      | 11,38            | 3 016 (2022)                      | 265                |
| Entrelacs                   | 73010      |                                 | 51,9             | 6 465 (2022)                      | 125                |
| Grésy-sur-Aix               | 73128      | Grésiliens                      | 12,73            | 4 633 (2022)                      | 364                |
| Méry                        | 73155      | Mérolains                       | 9,07             | 2 143 (2022)                      | 236                |
| Montcel                     | 73164      | Montcellois                     | 15,23            | 1 090 (2022)                      | 72                 |
| Motz                        | 73180      | Motziens                        | 9,04             | 467 (2022)                        | 52                 |
| Mouxy                       | 73182      | Moussards                       | 6,28             | 2 291 (2022)                      | 365                |
| Ontex                       | 73193      | Ontexois                        | 4,62             | 92 (2022)                         | 20                 |
| Pugny-Chatenod              | 73208      | Pugnerains                      | 5,36             | 1 060 (2022)                      | 198                |
| Ruffieux                    | 73218      | Ruffiérois                      | 13,21            | 808 (2022)                        | 61                 |
| Saint-Offenge               | 73263      | Saint-Offengeois                | 15,63            | 1 163 (2022)                      | 74                 |
| Saint-Ours                  | 73265      | Saint-Oursiens                  | 4,59             | 760 (2022)                        | 166                |
| Saint-Pierre-de-Curtille    | 73273      | Valdecrenans ou Val de Crênants | 9,75             | 488 (2022)                        | 50                 |
| Serrières-en-Chautagne      | 73286      | Serrierois                      | 16,04            | 1 161 (2022)                      | 72                 |
| Tresserve                   | 73300      | Tresserviens                    | 2,77             | 2 927 (2022)                      | 1 057              |
| Trévignin                   | 73301      | Trévignerains                   | 6,89             | 861 (2022)                        | 125                |
| Vions                       | 73327      | Mollardins                      | 5,7              | 426 (2022)                        | 75                 |
| Viviers-du-Lac              | 73328      | Vivierains                      | 3,94             | 2 282 (2022)                      | 579                |
| Voglans                     | 73329      | Voglanais                       | 4,62             | 1 998 (2022)                      | 432                |

### Démographie
| 1968   | 1975   | 1982   | 1990   | 1999   | 2010   | 2015   | 2021   |
| ------ | ------ | ------ | ------ | ------ | ------ | ------ | ------ |
| 38 203 | 40 670 | 45 339 | 52 244 | 59 053 | 68 676 | 73 756 | 78 824 |

## Organisation

### Siège
Le siège de l'intercommunalité est situé au 1500 Boulevard Lepic, à Aix-les-Bains.

### Élus
Le conseil communautaire de la communauté d'agglomération se compose de 68 conseillers pour la mandature 2020-2026, représentant chacune des communes membres et répartis en fonction de leur population de la façon suivante :
- 22 délégués pour  Aix-les-Bains ;
- 5 délégués pour Entrelacs ;
- 4 délégués pour Le Bourget-du-Lac et Grésy-sur-Aix ;
- 3 délégués pour Tresserve ;
- 2 délégués pour La Biolle, Brison-Saint-Innocent, Drumettaz-Clarafond, Méry, Mouxy, Voglans et Viviers-du-Lac ;
- 1 délégué et son suppléant pour les autres communes.

Le premier conseil communautaire de la nouvelle communauté d'agglomération a élu le 12 janvier 2017 son président, Dominique Dord, alors maire d'Aix-les-Bains et jusqu'alors président de l'ex-communauté d'agglomération du Lac du Bourget.
Au terme des élections municipales de 2020 dans la Savoie, le conseil communautaire renouvelé élit le 15 juillet 2020 son nouveau président, Renaud Beretti, maire d'Aix-les-Bains, ainsi que ses 15 vice-présidents, qui sont, :
|                     | Nom | Nom                         | Parti | Commune                            | Délégation                                                             |
| ------------------- | --- | --------------------------- | ----- | ---------------------------------- | ---------------------------------------------------------------------- |
| 1er vice-président  |     | Jean-Claude Loiseau         | LR    | Tresserve (maire)                  | Administration générale.                                               |
| 2e vice-présidente  |     | Marie-Claire Barbier        | DVD   | Chindrieux (maire)                 | Environnement, climat, transition énergétique, lac.                    |
| 3e vice-président   |     | Florian Maitre              | DVD   | Grésy-sur-Aix (maire)              | Déplacements, intermodalité et projet de territoire.                   |
| 4e vice-présidente  |     | Nathalie Fontaine           | -     | Méry (maire)                       | Ressources humaines.                                                   |
| 5e vice-président   |     | Michel Frugier              | -     | Aix-les-Bains (2e adjoint)         | Tourisme, ports, plages, sentiers et équipements sportifs              |
| 6e vice-présidente  |     | Novelli Julie               | -     | La Biolle (maire)                  | Agriculture et résilience alimentaire                                  |
| 7e vice-président   |     | Olivier Rognard             | -     | Ruffieux (maire)                   | Finances                                                               |
| 8e vice-présidente  |     | Marie-Pierre Montoro Sadoux | UDI   | Aix-les-Bains (1re adjointe)       | Économie et numérique                                                  |
| 9e vice-président   |     | Jean Marc Drivet            | -     | Bourdeau (maire)                   | Valorisation des déchets, économie circulaire.                         |
| 10e vice-président  |     | Robert Aguettaz             | -     | Viviers-du-Lac (maire)             | Gestion de l'eau et assainissement                                     |
| 11e vice-président  |     | Thibaut Guigue              | -     | Aix-les-Bains (4e adjoint)         | Urbanisme, habitat, logement social et politique de la ville           |
| 12e vice-présidente |     | Danièle Beaux-Speyser       | -     | Drumettaz-Clarafond (1re adjointe) | Solidarités.                                                           |
| 13e vice-président  |     | Yves Mercier                | -     | Voglans (maire)                    | Commande publique, travaux, patrimoine intercommunal et Gens du voyage |
| 14e vice-président  |     | Jean-François Braissand     | -     | Entrelacs (maire)                  | GEMAPI                                                                 |
| 15e vice-président  |     | Edouard Simonian            | -     | Le Bourget-du-Lac (maire-adjoint)  | Mutualisation, territorialisation et centres de secours                |

Le bureau de Grand Lac, qui se réunit une fois par mois et assure la gestion des affaires courantes, tout en rendant compte de ses décisions au conseil communautaire, est constitué de 32 membres pour le mandat 2020-2026 : le président, les vice-présidents et de membres élus du conseil communautaire qui représentent l'ensemble des communes de la communauté d'agglomération

### Liste des présidents
| Période      | Période                    | Identité       | Étiquette | Qualité |
| ------------ | -------------------------- | -------------- | --------- | --- |
| janvier 2017 | juillet 2020               | Dominique Dord | LR        | Maire (2001 → 2018) puis maire-adjoint (2018 → 2020) d'Aix-les-Bains Président de l'ex-communauté d'agglomération du Lac du Bourget (? → 2020) Ancien député Ancien conseiller régional Ancien conseiller départemental |
| juillet 2020 | En cours (au juillet 2020) | Renaud Beretti | LR        | Maire (2018 →) d'Aix-les-Bains Président de la communauté d'agglomération du Lac du Bourget (Grand Lac) (2020 →) Vice-Président du Conseil départemental de la Savoie Sénateur suppléant                                |

### Compétences
La communauté d'agglomération exerce les compétences qui lui ont été transférées par les communes membres, dans les conditions déterminées par le code général des collectivités territoriales. Synthétiquement, il s'agit de :
- Services à la population :  traitement des déchets et la gestion des déchetteries, transport urbain, production et distribution d’eau potable, collecte et assainissement des eaux usées… Le Centre Intercommunal d’Action Sociale, s’occupe des personnes âgées du territoire (portage de repas, services de soins à domicile, EHPAD…) et lutte contre leur isolement.
- L’aménagement et le développement du territoire : règles d’urbanisme, mise en valeur des sites touristiques, développement des activités sportives et de loisirs, soutien aux associations locales œuvrant pour la prévention de la délinquance, l’emploi et l’insertion, administration des ports et plages du lac du Bourget, soutien de l’activité agricole et de la production locale pour tendre vers l’autosuffisance alimentaire. 
La communauté d'agglomération a confié son développement économique à CGLE (Chambéry Grand Lac Économie)[12] et le dispositif CitésLab accompagne les habitants porteurs de projets. L’Office du tourisme intercommunal) assure la promotion du territoire.
- L’environnement : entretien des principaux cours d’eau du territoire, prévention des inondations, préservation des zones humides et surveillance de la qualité des eaux du lac, sensibilisation des habitants sur la gestion de leurs déchets via des actions de prévention

L’agglomération soutient aussi la transition énergétique au travers de son plan climat-air-énergie territorial (PCAET) et de la démarche Territoire à Energie Positive (TEPOS).

### Régime fiscal et budget
La communauté d'agglomération est un établissement public de coopération intercommunale à fiscalité propre.
Afin de financer l'exercice de ses compétences, l'intercommunalité perçoit, comme toutes les communautés d'agglomération, la fiscalité professionnelle unique (FPU) – qui a succédé à la taxe professionnelle unique (TPU) – et assure une péréquation de ressources.
Selon les communes, elle collecte également la taxe d'enlèvement des ordures ménagères (TEOM), ou la redevance d'enlèvement des ordures ménagères (REOM) qui financent ce service public.
La communauté d’agglomération reverse une dotation de solidarité communautaire (DSC) à ses communes membres.

### Identité visuelle
| Logotype de Grand Lac. | Le logo de Grand Lac. |

## Projets et réalisations
Conformément aux dispositions légales, une communauté d'agglomération a pour objet d'associer « au sein d'un espace de solidarité, en vue d'élaborer et conduire ensemble un projet commun de développement urbain et d'aménagement de leur territoire ».